# Fort Calhoun
Fort Calhoun è un comune degli Stati Uniti d'America, situato nello Stato del Nebraska, nella contea di Washington.